# Маринино (Владимирская область)
Мари́нино — село в Ковровском районе Владимирской области России, входит в состав Новосельского сельского поселения.

## География
Село расположено в 25 км на юг от центра поселения посёлка Новый, в 27 км на юг от райцентра города Ковров и в 12 км от федеральной автодороги М7 «Волга».

## История
В 1623 году пустынь Маринино была пожалована царём Михаилом Фёдоровичем дворянину Тихону Танееву. С этого времени Танеевы обосновались в Маринине.
Впервые марининская церковь упоминается в 1656 году. Тогда о ней в окладных книгах Казённого патриаршего приказа было записано: «церковь Покрова Пресвятые Богородицы в вотчине Тихона Танеева в селе Маринине». До начала XIX века марининская церковь была деревянной.
В 1758 году отставной гвардии майор Михаил Танеев построил дом, который стал композиционным центром усадьбы в селе Маринино. В 1808 году стараниями помещика Андрея Михайловича Танеева (бывшего губернского предводителя) и его младшего брата Василия была возведена каменная церковь. Главный престол нового храма остался прежним — в честь Покрова Пресвятой Богородицы. В придельном тёплом храме престол освятили в честь святителя и чудотворца Николая.
В конце XIX — начале XX века село входило в состав Клюшниковской волости Ковровского уезда.
За 18 дней до Великой Отечественной войны решением Ивановского облисполкома Покровская церковь была официально закрыта. В годы советской власти церковное здание использовалось под склад. Позднее в церкви хранились запчасти для техники местного колхоза и минеральные удобрения. В 1980-х годах был до конца уничтожен некрополь при Покровской церкви. В помещичьем доме усадьбы Танеевых располагалась сельская школа, в 80-х годах XX века — библиотека, клуб и фельдшерско-акушерский пункт.
В годы советской власти и вплоть до 2005 года село входило в состав Крутовского сельсовета (с 1998 года — сельского округа).

## Население
| 1859 | 1905 |
| ---- | ---- |
| 291  | 224  |

| 1859 | 1905 | 1926 | 2002 | 2010 | 2021 |
| ---- | ---- | ---- | ---- | ---- | ---- |
| 291  | ↘224 | ↗247 | ↘120 | ↘60  | ↗67  |

## Достопримечательности
В селе находится недействующая Церковь Покрова Пресвятой Богородицы (1808).
С 2009 года функционирует музей-усадьба Танеевых, куда в апреле 2019 года были переданы редкие документы из архива С. Танеева, хранившиеся ранее в архиве Музея Чайковского в Клину.